# Coppa del Brasile 2007
La Coppa del Brasile 2007 (ufficialmente in portoghese Copa do Brasil 2007) è stata la 19ª edizione della Coppa del Brasile.

## Formula
Partite a eliminazione diretta con gare di andata e ritorno. In caso di pareggio nei tempi regolamentari, passa la squadra che ha realizzato il maggior numero di gol fuori casa. Nel caso non sia possibile determinare un vincitore con la regola dei gol fuori casa, sono previsti i tiri di rigore.
Nei primi due turni (primo turno e sedicesimi di finale) se la squadra che gioca la prima partita in trasferta vince con 2 o più gol di scarto, è automaticamente qualificata al turno successivo senza dover disputare la gara di ritorno.

## Partecipanti
54 squadre ammesse tramite piazzamenti nelle competizioni statali, 10 tramite Ranking CBF.
Grêmio (1° nel Ranking CBF 2006 e vincitore del Campionato Gaúcho 2006), Flamengo (4° e detentore del trofeo), San Paolo (5° e 2° nel Campionato Paulista 2006), Internacional (8° e 2° nel Campionato Gaúcho 2006), Santos (10° e vincitore del Campionato Paulista 2006) e Paraná (23° e vincitore del Campionato Paranaense 2006) esclusi per la partecipazione alla Coppa Libertadores 2007.

### Competizioni statali
Squadre ammesse per il miglior piazzamento nei campionati o nelle coppe statali:
| Stato               | Squadra (Città)                   | Motivo qualificazione                                    |
| ------------------- | --------------------------------- | -------------------------------------------------------- |
| Acre                | ADESG (Senador Guiomard)          | Vincitore del Campionato Acreano 2006                    |
| Alagoas             | Coruripe (Coruripe)               | Vincitore del Campionato Alagoano 2006                   |
| Alagoas             | CSA (Maceió)                      | 2° nel primo turno del Campionato Alagoano 2006          |
| Amapá               | São José-AP (Macapá)              | Vincitore del Campionato Amapaense 2006                  |
| Amazonas            | São Raimundo-AM (Manaus)          | Vincitore del Campionato Amazonense 2006                 |
| Amazonas            | Fast Clube (Manaus)               | 2° nel Campionato Amazonense 2006                        |
| Bahia               | Colo Colo (Ilhéus)                | Vincitore del Campionato Baiano 2006                     |
| Bahia               | Vitória (Salvador)                | 2° nel Campionato Baiano 2006                            |
| Ceará               | Ceará (Fortaleza)                 | Vincitore del Campionato Cearense 2006                   |
| Ceará               | Fortaleza (Fortaleza)             | 2° nel Campionato Cearense 2006                          |
| Distretto Federale  | Brasiliense (Taguatinga)          | Vincitore del Campionato Brasiliense 2006                |
| Distretto Federale  | Gama (Gama)                       | 2° nel Campionato Brasiliense 2006                       |
| Espírito Santo      | Vitória-ES (Vitória)              | Vincitore del Campionato Capixaba 2006                   |
| Espírito Santo      | Vilavelhense (Vila Velha)         | Vincitore della Copa Espírito Santo 2006                 |
| Goiás               | Goiás (Goiânia)                   | Vincitore del Campionato Goiano 2006                     |
| Goiás               | Atl. Goianiense (Goiânia)         | 2° nel Campionato Goiano 2006                            |
| Maranhão            | Moto Club (São Luís)              | Vincitore del 1º turno del Campionato Maranhense 2006    |
| Maranhão            | Sampaio Corrêa (São Luís)         | Vincitore del 2º turno del Campionato Maranhense 2006    |
| Mato Grosso         | CEOV (Várzea Grande)              | Vincitore del Campionato Matogrossense 2006              |
| Mato Grosso         | Barra do Garças (Barra do Garças) | 2° nel Campionato Matogrossense 2006                     |
| Mato Grosso do Sul  | Coxim (Coxim)                     | Vincitore del Campionato Sul-Matogrossense 2006          |
| Mato Grosso do Sul  | Chapadão (Chapadão do Sul)        | 2° nel Campionato Sul-Matogrossense 2006                 |
| Minas Gerais        | Cruzeiro (Belo Horizonte)         | Vincitore del Campionato Mineiro 2006                    |
| Minas Gerais        | Ipatinga (Ipatinga)               | 2° nel Campionato Mineiro 2006                           |
| Minas Gerais        | Villa Nova (Nova Lima)            | Vincitore della Taça Minas Gerais 2006                   |
| Pará                | Paysandu (Belém)                  | Vincitore del Campionato Paraense 2006                   |
| Pará                | Ananindeua (Ananindeua)           | 2° nel Campionato Paraense 2006                          |
| Paraíba             | Treze (Campina Grande)            | Vincitore del Campionato Paraibano 2006                  |
| Paraíba             | Campinense (Campina Grande)       | 4° nel Campionato Paraibano 2006                         |
| Paraná              | ADAP/Galo Maringá (Maringá)       | 2° nel Campionato Paranaense 2006                        |
| Paraná              | Coritiba (Curitiba)               | 3° nel Campionato Paranaense 2006                        |
| Paraná              | Rio Branco-PR (Paranaguá)         | 4° nel Campionato Paranaense 2006                        |
| Pernambuco          | Sport Recife (Recife)             | Vincitore del Campionato Pernambucano 2006               |
| Pernambuco          | Santa Cruz (Recife)               | 2° nel Campionato Pernambucano 2006                      |
| Piauí               | Barras (Barras)                   | Vincitore del 1º turno del Campionato Piauiense 2006     |
| Piauí               | Parnahyba (Parnaíba)              | Vincitore del 2º turno del Campionato Piauiense 2006     |
| Rio de Janeiro      | Botafogo (Rio de Janeiro)         | Vincitore del Campionato Carioca 2006                    |
| Rio de Janeiro      | Madureira (Rio de Janeiro)        | 2° nel Campionato Carioca 2006                           |
| Rio de Janeiro      | America-RJ (Rio de Janeiro)       | 3° nel Campionato Carioca 2006                           |
| Rio Grande do Norte | Baraúnas (Mossoró)                | Vincitore del Campionato Potiguar 2006                   |
| Rio Grande do Norte | América-RN (Natal)                | Vincitore della Copa RN 2006                             |
| Rio Grande do Sul   | Juventude (Caxias do Sul)         | 3° nel Campionato Gaúcho 2006                            |
| Rio Grande do Sul   | Caxias (Caxias do Sul)            | 4° nel Campionato Gaúcho 2006                            |
| Rio Grande do Sul   | Veranópolis (Veranópolis)         | 5° nel Campionato Gaúcho 2006                            |
| Rondônia            | Ulbra Ji-Paraná (Ji-Paraná)       | Vincitore del Campionato Rondoniense 2006                |
| Roraima             | Baré (Boa Vista)                  | Vincitore del Campionato Roraimense 2006                 |
| San Paolo           | Palmeiras (San Paolo)             | 3° nel Campionato Paulista 2006                          |
| San Paolo           | Noroeste (Bauru)                  | 4° nel Campionato Paulista 2006                          |
| San Paolo           | Ferroviária (Araraquara)          | Vincitore della Copa Paulista 2006                       |
| Santa Catarina      | Figueirense (Florianópolis)       | Vincitore del Campionato Catarinense 2006                |
| Santa Catarina      | Avaí (Florianópolis)              | Vincitore del torneo di qualificazione di Santa Catarina |
| Sergipe             | Pirambu (Pirambu)                 | Vincitore del Campionato Sergipano 2006                  |
| Sergipe             | Itabaiana (Itabaiana)             | Vincitore della Copa Governo do Estado de Sergipe 2006   |
| Tocantins           | Araguaína (Araguaína)             | Vincitore del Campionato Tocantinense 2006               |

### Ranking
Squadre ammesse per il miglior piazzamento nel Ranking CBF 2006:
| Pos | Squadra          | Città          | Stato          |
| --- | ---------------- | -------------- | -------------- |
| 2   | Corinthians      | San Paolo      | San Paolo      |
| 3   | Vasco da Gama    | Rio de Janeiro | Rio de Janeiro |
| 6   | Atlético Mineiro | Belo Horizonte | Minas Gerais   |
| 11  | Fluminense       | Rio de Janeiro | Rio de Janeiro |
| 13  | Guarani          | Campinas       | San Paolo      |
| 17  | Portuguesa       | San Paolo      | San Paolo      |
| 18  | Bahia            | Salvador       | Bahia          |
| 19  | Athl. Paranaense | Curitiba       | Paraná         |
| 22  | Náutico          | Recife         | Pernambuco     |
| 24  | Ponte Preta      | Campinas       | San Paolo      |

## Risultati

### Primo turno
Andata 14, 21 e 22 febbraio 2007, ritorno 21 febbraio, 22, 28 febbraio e 1º marzo 2007.
| Squadra 1         | Totale      | Squadra 2        | Andata | Ritorno |
| ----------------- | ----------- | ---------------- | ------ | ------- |
| CEOV              | 0-5         | Palmeiras        | 0-5    | -       |
| Vitória-ES        | 2-3         | Ipatinga         | 1-0    | 1-3     |
| Chapadão          | 0-2         | Portuguesa       | 0-2    | -       |
| Baraúnas          | 2-2 5-3 dcr | Vitória          | 1-1    | 1-1     |
| Atl. Goianiense   | 2-1         | Guarani          | 2-1    | 0-0     |
| Sampaio Corrêa    | 1-3         | Fortaleza        | 1-3    | -       |
| ADESG             | 1-8         | Fluminense       | 1-2    | 0-6     |
| Baré              | 1-2         | América-RN       | 1-0    | 0-2     |
| Parnahyba         | 1-8         | Náutico          | 1-2    | 0-6     |
| Fast Clube        | 1-8         | Vasco da Gama    | 1-2    | 0-6     |
| Araguaína         | 1-3         | Gama             | 1-3    | -       |
| ADAP/Galo Maringá | 1-4         | Noroeste         | 1-4    | -       |
| Colo Colo         | 1-3         | Atlético Mineiro | 1-3    | -       |
| Coruripe          | 2-4         | America-RJ       | 1-1    | 1-3     |
| CSA               | 3-6         | Botafogo         | 1-1    | 2-5     |
| Caxias            | 3-5         | Coritiba         | 2-1    | 1-4     |
| Ulbra Ji-Paraná   | 4-1         | Santa Cruz       | 2-0    | 2-1     |
| Campinense        | 1-4         | Sport Recife     | 1-1    | 0-3     |
| Ananindeua        | 2-1         | São Raimundo-AM  | 2-0    | 0-1     |
| Veranópolis       | 0-1         | Cruzeiro         | 0-0    | 0-1     |
| Ferroviária       | 3-3 gfc     | Juventude        | 3-1    | 0-2     |
| Barra do Garças   | 1-4         | Brasiliense      | 1-4    | -       |
| Coxim             | 2-5         | Athl. Paranaense | 2-5    | -       |
| Moto Club         | 1-3         | Goiás            | 1-3    | -       |
| Itabaiana         | 2-2 gfc     | Bahia            | 1-2    | 1-0     |
| Pirambu           | 1-4         | Corinthians      | 1-1    | 0-3     |
| São José-AP       | 2-3         | Paysandu         | 0-1    | 2-2     |
| Madureira         | 2-5         | Figueirense      | 2-3    | 0-2     |
| Villa Nova        | 4-2         | Ponte Preta      | 1-0    | 3-2     |
| Rio Branco-PR     | 2-1         | Avaí             | 1-1    | 1-0     |
| Vilavelhense      | 2-3         | Treze            | 1-0    | 1-3     |
| Barras            | 1-2         | Ceará            | 1-0    | 0-2     |

### Sedicesimi di finale
Andata 14 e 21 marzo 2007, ritorno 21, 22 marzo, 4 e 5 aprile 2007.
Il Rio Branco-PR fu squalificato dopo la partita di andata, vinta 3-0 contro il Villa Nova, per aver schierato un giocatore non disponibile sia in quella partita che in quella di ritorno del turno precedente contro l'Avaí. Il risultato fu annullato e al posto del Rio Branco-PR fu ripescato l'Avaí.
| Squadra 1       | Totale      | Squadra 2        | Andata | Ritorno |
| --------------- | ----------- | ---------------- | ------ | ------- |
| Ananindeua      | 1-4         | Sport Recife     | 1-1    | -       |
| Portuguesa      | 1-2         | Cruzeiro         | 0-0    | 1-2     |
| Brasiliense     | 2-1         | Juventude        | 2-0    | 0-1     |
| Atl. Goianiense | 5-5 5-3 dcr | Fortaleza        | 2-3    | 3-2     |
| América-RN      | 2-2 gfc     | Fluminense       | 1-2    | 1-0     |
| Bahia           | gfc 4-4     | Goiás            | 1-1    | 3-3     |
| Treze           | 0-2         | Corinthians      | 0-2    | -       |
| Ceará           | 1-4         | Botafogo         | 1-2    | 0-2     |
| Ipatinga        | 2-2 4-3 dcr | Palmeiras        | 2-0    | 0-2     |
| Vitória         | 4-4 gfc     | Athl. Paranaense | 4-1    | 0-3     |
| Paysandu        | 1-5         | Náutico          | 1-0    | 0-5     |
| Gama            | 4-3         | Vasco da Gama    | 2-2    | 2-1     |
| Noroeste        | 1-4         | Figueirense      | 0-0    | 1-4     |
| America-RJ      | 2-3         | Atlético Mineiro | 1-1    | 1-2     |
| Ulbra Ji-Paraná | 2-3         | Coritiba         | 2-2    | 0-1     |
| Villa Nova      | 2-3         | Avaí             | 0-0    | 2-3     |

### Ottavi di finale
Andata 18 e 19 aprile 2007, ritorno 25 e 26 aprile 2007.
| Squadra 1       | Totale      | Squadra 2        | Andata | Ritorno |
| --------------- | ----------- | ---------------- | ------ | ------- |
| Ipatinga        | 2-2 4-2 dcr | Sport Recife     | 1-1    | 1-1     |
| Cruzeiro        | 1-2         | Brasiliense      | 0-1    | 1-1     |
| Atl. Goianiense | 3-3 gfc     | Athl. Paranaense | 3-1    | 0-2     |
| Náutico         | 4-2         | Corinthians      | 2-2    | 2-0     |
| Gama            | 3-6         | Figueirense      | 2-4    | 1-2     |
| Avaí            | 0-3         | Atlético Mineiro | 0-2    | 0-1     |
| Fluminense      | gfc 3-3     | Bahia            | 1-1    | 2-2     |
| Coritiba        | 3-4         | Botafogo         | 0-1    | 3-3     |

### Quarti di finale
Andata 2 maggio 2007, ritorno 9 e 10 maggio 2007.
| Squadra 1        | Totale | Squadra 2        | Andata | Ritorno |
| ---------------- | ------ | ---------------- | ------ | ------- |
| Brasiliense      | 3-2    | Ipatinga         | 2-2    | 1-0     |
| Fluminense       | 2-1    | Athl. Paranaense | 1-1    | 1-0     |
| Náutico          | 2-3    | Figueirense      | 2-2    | 0-1     |
| Atlético Mineiro | 1-2    | Botafogo         | 0-0    | 1-2     |

### Semifinali
Andata 16 maggio 2007, ritorno 23 maggio 2007.
| Squadra 1   | Totale  | Squadra 2   | Andata | Ritorno |
| ----------- | ------- | ----------- | ------ | ------- |
| Fluminense  | 5-3     | Brasiliense | 4-2    | 1-1     |
| Figueirense | gfc 3-3 | Botafogo    | 2-0    | 1-3     |

### Finale

#### Andata
| Arbitro: | Seneme |

| |            | |
| Adriano Magrão 88’ | Marcatori  | 83’ Henrique |
| · Fernando Henrique P · Carlinhos D · Thiago Silva D · Luiz Alberto D · Roger D · Ivan D · Fabinho C · David C · Arouca C · Cícero C · Thiago Neves C · Carlos Alberto C · Alex Dias A · Adriano Magrão A | Formazioni | · P Wilson · D Chicão · D Felipe Santana · D Vinícius · C Ruy · C Edson · C Diogo · C Henrique · C Cleiton Xavier · C André Santos · A Victor Simões · A Ramon |
| Renato Gaúcho | Allenatori | Mário Sérgio |

#### Ritorno
| Arbitro: | Lopes |

| |            | |
| | Marcatori  | 3’ Roger |
| · Wilson P · Felipe Santana D · Chicão D · Vinícius D · Edson D · Ruy C · Diogo C · Ramon A · Anderson Luiz C · Fernandes C · Henrique C · Cleiton Xavier C · André Santos C · Victor Simões A | Formazioni | · P Fernando Henrique · D Carlinhos · D Thiago Silva · D Roger · D Júnior César · C Fabinho · C Arouca · C Cícero · C Carlos Alberto · C Thiago Neves · A Alex Dias · A Rafael Moura · A Adriano Magrão · C David |
| Mário Sérgio | Allenatori | Renato Gaúcho |

Fluminense vincitore della Coppa del Brasile 2007 e qualificato per la Coppa Libertadores 2008.

## Classifica marcatori
| Pos. | Giocatore      | Squadra          | Gol |
| ---- | -------------- | ---------------- | --- |
| 1    | André Lima     | Botafogo         | 5   |
| 1    | Dênis Marques  | Athl. Paranaense | 5   |
| 1    | Victor Simões  | Figueirense      | 5   |
| 4    | Adriano Magrão | Fluminense       | 4   |
| 4    | Alex Dias      | Fluminense       | 4   |
| 4    | Dimba          | Brasiliense      | 4   |
| 4    | Dodô           | Botafogo         | 4   |
| 4    | Felipe         | Náutico          | 4   |
| 4    | Fernandes      | Figueirense      | 4   |
| 4    | Ferreira       | Ipatinga         | 4   |
| 4    | Kuki           | Náutico          | 4   |
| 4    | Magrão         | Corinthians      | 4   |